# Polyodaspis lavicola
Polyodaspis lavicola är en tvåvingeart som först beskrevs av Becker och Stein 1913.  Polyodaspis lavicola ingår i släktet Polyodaspis och familjen fritflugor. Inga underarter finns listade i Catalogue of Life.